# Trabalhador compulsivo
Trabalhador compulsivo ou workaholic  é uma pessoa que trabalha compulsivamente. Enquanto que o termo geralmente implica uma pessoa que gosta de seu trabalho, ele também pode implicar que ela simplesmente se sente obrigada a fazê-lo. Não há definição médica universalmente aceita desta como uma condição, apesar de que algumas formas de estresse, transtorno de controle de impulso e transtorno obsessivo-compulsivo podem ser relacionadas a trabalho.
As pessoas viciadas em trabalho sempre existiram, no entanto, esta última década acentuou sua existência motivada pela alta competitividade, vaidade, ganância, necessidade de sobrevivência ou ainda alguma necessidade pessoal de provar algo a alguém ou a si mesmo.

## Características
Como resultado da influência de uma pessoa viciada em trabalho, pode-se perceber geralmente alguns factores interessantes: o primeiro deles é que este tipo de pessoa geralmente não consegue se desligar do trabalho, mesmo fora dele, acaba por deixar de lado seu parceiro, filhos, pais, amigos. Os seus melhores amigos passam a ser aqueles que de alguma forma tem ligação com seu trabalho.
De outro lado, este tipo de pessoa sofre por trazer para si uma qualidade de vida muito ruim, pois as pressões do dia-a-dia e a auto-estima exagerada fazem com que este tipo de profissional possa desenvolver insónia, surtos de mau humor, calvície, atitudes agressivas em situações de pressão ou desconformidade (com os resultados que esperava) e pode chegar a causar depressão, entre outros efeitos nocivos.[carece de fontes?]